# Liste der Monuments historiques in Étaules (Côte-d’Or)
Die Liste der Monuments historiques in Étaules führt die Monuments historiques in der französischen Gemeinde Étaules auf.

## Liste der Objekte
| Bezeichnung                                                                    | Beschreibung                                                          | Standort                           | Kennzeichnung | Schutzstatus | Datum | Bild |
| ------------------------------------------------------------------------------ | --------------------------------------------------------------------- | ---------------------------------- | ------------- | ------------ | ----- | ---- |
| Skulpturengruppe: Unterweisung Mariens, heiliger Rochus und heiliger Sebastian | Aufsatz eines Prozessionsstabs; Holz, farbig gefasst, bezeichnet 1596 | in der Kirche St-Barthélémy (Lage) | PM21001064    | Classé       | 1923  |      |
| Skulptur Heilige Katharina                                                     | Holz, farbig gefasst, 18. Jahrhundert                                 | in der Kirche St-Barthélémy (Lage) | PM21001065    | Classé       | 1966  |      |